# Локус (журнал)
Локус (Locus) — щомісячний американський журнал, з підзаголовком «Журнал про напрямки наукової фантастики та фентезі». Засновано в 1968. Він розповідає про літературну індустрію наукової фантастики та фентезі, включно з повним оглядом нових книжок з цієї тематики.
Часопис випускається у місті Окленд (штат Каліфорнія). Більше 40 років, з 1968 до своєї смерті у віці 72 в липні 2009, видавцем і головним редактором був Чарльз Н. Браун.

## Локус публікує
- Новини про видання в жанрі наукової фантастики, фентезі і жахів — історії про видавців, премії та конференції, а також некрологи.
- Інтерв'ю з відомими людьми й молодими письменниками (а також редакторами й художниками), зазвичай по два в кожному випуску.
- Пише про нові й очікувані книжки. Зазвичай 20-25 в кожному номері.
- Повідомляє про події світового масштабу в фантастиці різних країн.
- Бібліографію книжок США і Великої Британії, часописів (кожний місяць), бестселерів (кожний місяць) і книжок, що очікуються у продажі (щотри місяці).
- Замальовки зі з'їздів фанів з великою кількістю світлин.
- Щорічний огляд, з вичерпним списком рекомендованого до прочитання й опитуванням від часопису.
- Листи та оголошення.

## Locus Online
Locus Online (заснований у 1997) - це онлайн частина журналу Локус. Публікує новини пов'язані з науковою фантастикою, фентезі та горрором, а також огляди та статті і вирізки зі статтей що з'являлись у друкованому виданні.  У 2002, Locus Online отримав першу нагороду Г'юго як найкращий вебсайт.  Його знову номінували у 2005.

## Нагороди
- Журнал вручає премію Локус (премію в галузі наукової фантастики та фентезі).
- «Локус» багаторазово отримував премію Г'юґо як найкращий фензін.

## Зноски
1. ↑  Locus Online: About the Website. Locus Online. Архів оригіналу за 17 квітня 2019.
2. ↑  Nicholls, Peter; David Langford. Locus. У Clute, John та ін. (ред.). The Encyclopedia of Science Fiction (вид. 3rd). Gollancz. Процитовано 11 вересня 2021.
3. ↑  2002 Hugo Awards. The Hugo Awards. World Science Fiction Society. Архів оригіналу за 29 липня 2019. Процитовано 2 травня 2010.
4. ↑  2005 Hugo Awards. The Hugo Awards. World Science Fiction Society. Архів оригіналу за 29 червня 2019. Процитовано 25 листопада 2019.